# Agron de Lídia
Agró o Agron (en grec antic Ἄγρων) va ser rei de Lídia.
Era fill de Ninus, el primer de la dinastia lídia dels Heràclides. La tradició deia que aquesta dinastia va suplantar a una dinastia originària del país, i havia format part dels regnats anteriors com a governadors, segons diu Heròdot. El nom Ninus suggereix un origen assiri de la dinastia, bé un governador o un príncep.